# Dejan Radonjić
Pour les articles homonymes, voir Radonjić.
Dejan Radonjić (en serbe : Дејан Радоњић), né le 2 février 1970, à Titograd, en République socialiste du Monténégro, est un joueur et entraîneur monténégrin de basket-ball. Il évolue durant sa carrière au poste de meneur.

## Biographie
À la fin de son contrat d'entraîneur avec l'Étoile rouge en 2017, il est remplacé par Dušan Alimpijević. En avril 2018, Radonjić rejoint le Bayern Munich.
Radonjić est limogé de son poste d'entraîneur le 7 janvier 2020 après un bilan de 6 défaites sur les 8 dernières rencontres en Euroligue. Il est remplacé par Oliver Kostić (en),.
En décembre 2020, Saša Obradović quitte le poste d'entraîneur de l'Étoile rouge et Radonjić est nommé pour le remplacer.
À l'été 2022, Radonjić quitte l'Étoile rouge et devient entraîneur du club athénien du Panathinaïkos. Le contrat est prévu sur deux saisons. Il est limogé en février 2023 (le Panathinaïkos a alors un faible bilan de 8 victoires et 16 défaites en EuroLigue) et remplacé par Christos Serelis (en),.

## Palmarès
Joueur
- Vainqueur de la coupe de Yougoslavie 2001

Entraîneur
- Vainqueur de la coupe du Monténégro 2007, 2008, 2009, 2010, 2011, 2012
- Champion d'Allemagne 2018 et 2019 avec le Bayern Munich
- Vainqueur de la coupe de Serbie 2014, 2015, 2017, 2021 et 2022